# Beylikdüzü Voleybol İhtisas Spor Kulübü 2019-2020
Questa voce raccoglie le informazioni riguardanti il Beylikdüzü Voleybol İhtisas Spor Kulübü nelle competizioni ufficiali della stagione 2019-2020.

## Organigramma societario
Area direttiva
- Presidente: Hasan Günakan

Area tecnica
- Allenatore: Ali Kamberoğlu
- Allenatore in seconda: Zekai Bayram
- Assistente allenatore: Tunahan Karkın
- Scoutman: Olcay Kahraman

## Rosa
| N° | Nome              | Ruolo | Data di nascita  | Nazionalità sportiva |
| -- | ----------------- | ----- | ---------------- | -------------------- |
| 1  | Simay Kurt        | L     | 29 luglio 2000   | Turchia              |
| 2  | Zekiye Ünal       | S     | 22 giugno 2002   | Turchia              |
| 3  | Berra Tok         | C     | 21 marzo 2002    | Turchia              |
| 4  | Buse Kaygısız     | L     | 6 febbraio 1997  | Turchia              |
| 5  | Tuğçe Atıcı       | P     | 17 marzo 1989    | Turchia              |
| 6  | Elçin Ruşut       | O     | 24 novembre 2001 | Turchia              |
| 7  | Deniz Uyanık      | C     | 25 giugno 2001   | Turchia              |
| 8  | Bahar Akbay       | C     | 21 gennaio 1998  | Turchia              |
| 9  | İklimya Demir     | O     | 24 maggio 2004   | Turchia              |
| 11 | Dilara Elmacıoğlu | P     | 4 aprile 2003    | Turchia              |
| 12 | Sedef Öğüt        | O     | 21 febbraio 2002 | Turchia              |
| 13 | Selime İlyasoğlu  | S     | 18 novembre 1988 | Turchia              |
| 14 | Merve Tanyel      | S     | 6 febbraio 1996  | Turchia              |
| 17 | Buse Çetin        | S     | 8 febbraio 2001  | Turchia              |

## Statistiche

### Statistiche di squadra
| Competizione     | Punti | In casa | In casa | In casa | In trasferta | In trasferta | In trasferta | Totale | Totale | Totale |
| Competizione     | Punti | G       | V       | P       | G            | V            | P            | G      | V      | P      |
| ---------------- | ----- | ------- | ------- | ------- | ------------ | ------------ | ------------ | ------ | ------ | ------ |
| Sultanlar Ligi   | 3     | 11      | 0       | 11      | 11           | 1            | 10           | 22     | 1      | 21     |
| Coppa di Turchia | -     | 1       | 0       | 1       | 1            | 0            | 1            | 2      | 0      | 2      |
| Challenge Cup    | -     | 1       | 1       | 0       | 1            | 0            | 1            | 2      | 1      | 1      |
| Totale           | -     | 13      | 1       | 12      | 13           | 1            | 12           | 26     | 2      | 24     |

G = partite giocate; V = partite vinte; P = partite perse

### Statistiche dei giocatori
| Giocatore     | Campionato | Campionato | Campionato | Campionato | Campionato | Coppa di Turchia | Coppa di Turchia | Coppa di Turchia | Coppa di Turchia | Coppa di Turchia | Challenge Cup | Challenge Cup | Challenge Cup | Challenge Cup | Challenge Cup | Totale | Totale | Totale | Totale | Totale |
| Giocatore     | P          | PT         | AV         | MV         | BV         | P                | PT               | AV               | MV               | BV               | P             | PT            | AV            | MV            | BV            | P      | PT     | AV     | MV     | BV     |
| ------------- | ---------- | ---------- | ---------- | ---------- | ---------- | ---------------- | ---------------- | ---------------- | ---------------- | ---------------- | ------------- | ------------- | ------------- | ------------- | ------------- | ------ | ------ | ------ | ------ | ------ |
| B. Akbay      | 19         | 119        | 72         | 27         | 20         | 2                | 10               | 7                | 2                | 1                | 2             | 23            | 19            | 4             | 0             | 23     | 152    | 98     | 33     | 21     |
| T. Atıcı      | 11         | 12         | 2          | 0          | 10         | 2                | 5                | 1                | 1                | 3                | 2             | 10            | 7             | 1             | 2             | 15     | 27     | 10     | 2      | 15     |
| B. Çetin      | 17         | 44         | 34         | 2          | 8          | 1                | 2                | 2                | 0                | 0                | 2             | 17            | 12            | 0             | 5             | 20     | 63     | 48     | 2      | 13     |
| İ. Demir      | 8          | 27         | 24         | 1          | 2          | 1                | 9                | 7                | 0                | 2                | 0             | 0             | 0             | 0             | 0             | 9      | 36     | 31     | 1      | 4      |
| D. Elmacıoğlu | 9          | 2          | 1          | 1          | 0          | 0                | 0                | 0                | 0                | 0                | 0             | 0             | 0             | 0             | 0             | 9      | 2      | 1      | 1      | 0      |
| S. İlyasoğlu  | 8          | 39         | 30         | 5          | 4          | 0                | 0                | 0                | 0                | 0                | 0             | 0             | 0             | 0             | 0             | 8      | 39     | 30     | 5      | 4      |
| B. Kaygısız   | 18         | 0          | 0          | 0          | 0          | 2                | 0                | 0                | 0                | 0                | 0             | 0             | 0             | 0             | 0             | 20     | 0      | 0      | 0      | 0      |
| S. Kurt       | 21         | 1          | 0          | 0          | 1          | 2                | 0                | 0                | 0                | 0                | 2             | 0             | 0             | 0             | 0             | 25     | 1      | 0      | 0      | 1      |
| S. Öğüt       | 1          | 2          | 2          | 0          | 0          | 1                | 0                | 0                | 0                | 0                | 0             | 0             | 0             | 0             | 0             | 2      | 2      | 2      | 0      | 0      |
| E. Ruşut      | 21         | 137        | 101        | 17         | 19         | 2                | 8                | 6                | 2                | 0                | 2             | 23            | 20            | 3             | 0             | 25     | 168    | 127    | 22     | 19     |
| M. Tanyel     | 11         | 83         | 71         | 5          | 7          | 2                | 20               | 19               | 0                | 1                | 2             | 27            | 23            | 1             | 3             | 15     | 130    | 113    | 6      | 11     |
| B. Tok        | 3          | 5          | 5          | 0          | 0          | 0                | 0                | 0                | 0                | 0                | 0             | 0             | 0             | 0             | 0             | 3      | 5      | 5      | 0      | 0      |
| Z. Ünal       | 11         | 50         | 38         | 9          | 3          | 2                | 5                | 5                | 0                | 0                | 0             | 0             | 0             | 0             | 0             | 13     | 55     | 43     | 9      | 3      |
| D. Uyanık     | 22         | 127        | 87         | 32         | 8          | 2                | 8                | 5                | 2                | 1                | 2             | 13            | 10            | 2             | 1             | 26     | 148    | 102    | 36     | 10     |

P = presenze; PT = punti totali; AV = attacchi vincenti; MV = muri vincenti; BV = battute vincenti